# Aix-Xakiriyya
Aix-Xakiriyya (en àrab ax-Xākiriyya) foren unes milícies privades que lluitaven al servei de prínceps de les famílies omeia i abbàssida. La institució va existir a l'Àsia central ja en el període sassànida i va subsistir sota els musulmans.
Els sobirans de Bukharà tenien una guàrdia anomenada xakiriyya (en transcripció musulmana) al segle vii. Els governadors àrabs de les províncies orientals van imitar els prínceps locals i van establir les seves pròpies unitats de xakiriyya, primer com a guàrdia i després com a soldats de camp quan la pressió dels turcs es va incrementar i va caler recórrer a les milícies dels prínceps locals i dels governadors.
Més a l'oest, els xakiriyya actuaven a l'Iraq i Síria per compte de prínceps de les dinasties governants primer a Damasc i després a Bagdad, principalment contra els kharigites, en suport de l'exèrcit regular (o més aviat semiregular) dels muqàtila. Amb els abbàssides els combatents àrabs foren suplantats pels xakiriyya, d'origen mawla; les tropes dels xakiriyya estaven aquarterades a Bagdad (més tard a Samarra) i depenien directament del califa (a qui generalment es van mostrar molt lleials) tot i que alguns prínceps i comandantes militars seguien tenint milícies privades amb aquest nom.